# Cristóvão Clávio
Cristóvão Clávio (Bamberg, 25 de março de 1538 — Roma, 6 de fevereiro de 1612) foi um sábio e matemático jesuíta alemão. Seu nome é grafado de diversas maneiras: Christoph Clau, Christopher Clau, Christophorus Clavius ou Christopher Clavius.

## Biografia
Clávio estudou no colégio dos jesuítas em Coimbra, entre 1556 e 1560, atraído certamente pela fama do filósofo Pedro da Fonseca.
Pode admitir-se que nesses anos tenha conhecido Pedro Nunes, mas é seguro afirmar-se que nunca foi seu discípulo.[carece de fontes?]
Foi um dos maiores responsáveis pela difusão da obra de Pedro Nunes na Europa.
Como admirador incondicional do matemático português, Clávio cita-o em várias das suas obras, sempre em termos elogiosos. Para o jesuíta alemão, Nunes foi "summo ingenio", "geometriae scientissimus", "nullo hac nostra aetate in Mathematicis inferior" [inferior a nenhum outro em matemática no nosso tempo].
Enquanto chefe de fila dos matemáticos jesuítas, a admiração de Clávio por Pedro Nunes transmitiu-se também aos discípulos do jesuíta, entrando assim nos colégios e na abundante produção científica da Companhia de Jesus.

## Obra

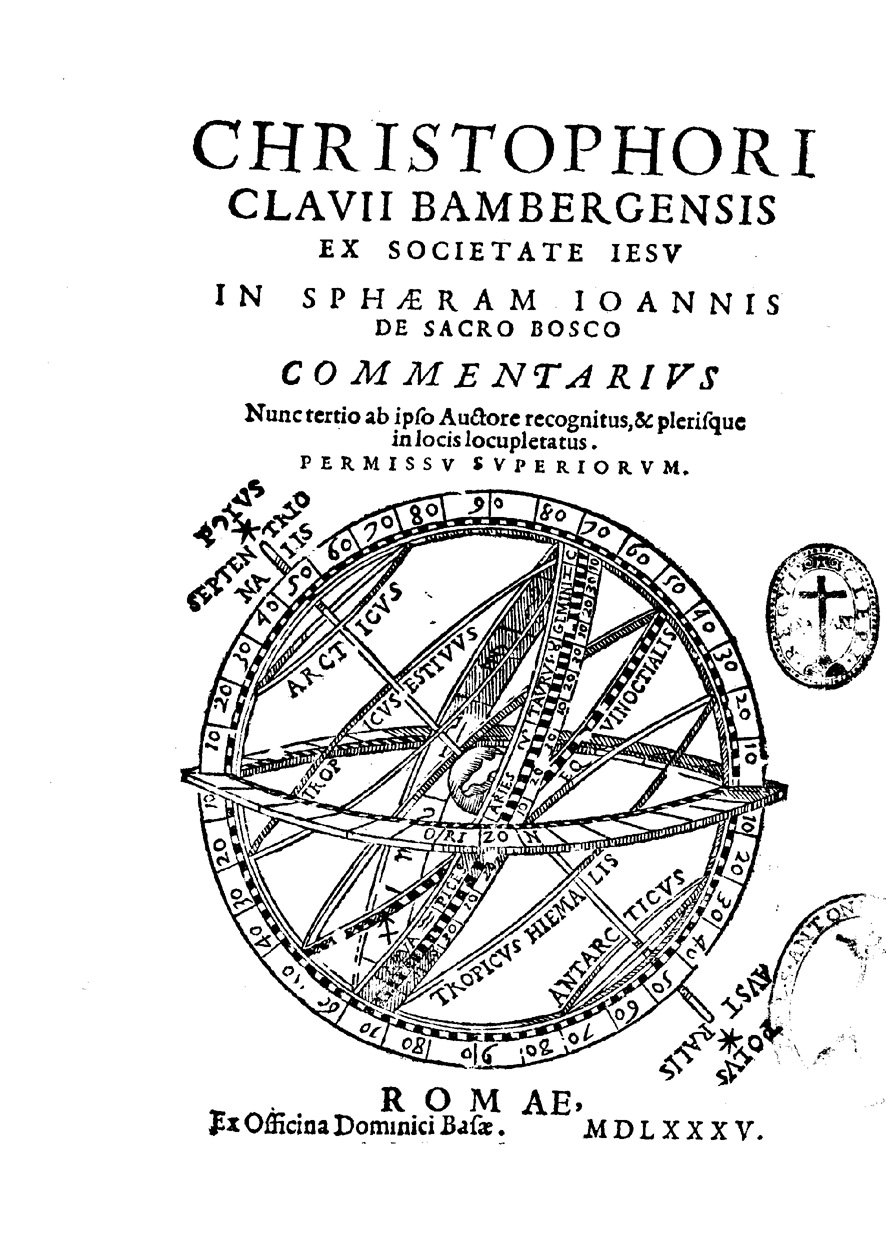
In Sphaeram Ioannis de Sacro Bosco commentarius, 1585

Clávio deixou uma abundante produção matemática. Escreveu sobre um leque de temas muito amplo, em obras que foram editadas várias vezes.
Enquanto matemático, redigiu, em 1574, uma versão latina dos Elementos de Euclides, que incluiu muitos elementos resultates das suas pesquisas. Esta versão ficou a ser uma versão de base para todos os matemáticos do Renascimento, como Descartes e Leibniz.
Clávio foi o autor de um livro de Álgebra (Roma, 1608), onde foram introduzidos pela primeira vez em Itália os símbolos « + » et « - ». Foi igualmente o primeiro a utilizar o ponto decimal.
Adversário de Nicolau Copérnico, Clávio teve grande importância na reforma do calendário gregoriano, o que fez dele o inimigo de vários matemáticos, como François Viète. Este último, numa série de sátiras como o Adversus C. Clavium expostulatio, acusou Clávio de se ter enganado a propósito do significado do trabalho de seu antecessor junto do papa Gregório XIII, o matemático Aloysius Lilius.
Clavius foi chamado o Euclides do século XVI. O seu nome foi dado à cratera Clavius, a segunda maior da face visível da lua.

## Trabalhos selecionados

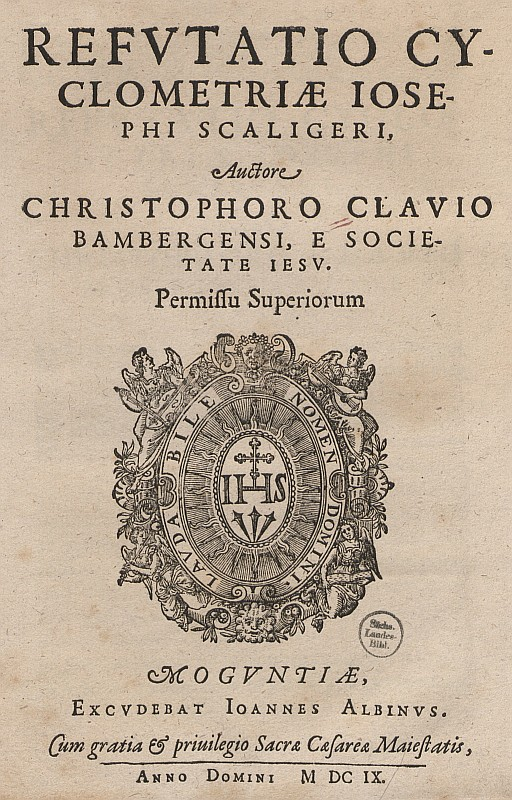
Refutatio cyclometriae Iosephi Scaligeri.

- Comentário sobre Euclides, 1574
- Gnomonices libri octo. 1581
- Fabrica et usus instrumenti ad horologiorum descriptionem peropportuni (em latim). Roma: Bartolomeo Grassi. 1586
- Novi calendarii romani apologia. Roma, 1588
- Astrolabium. Roma, 1593
- Horologiorum nova descriptio (em latim). Roma: Luigi Zanetti. 1599
- Romani calendarii a Gregorio XIII P.M. restituti explicatio. Roma, 1603 (Uma explicação do calendário gregoriano)
  - Romani calendarii a Gregorio XIII P.M. restituti explicatio. (Património Cultural Europeu Online)
  - Romani calendarii a Gregorio XIII P.M. restituti explicatio. (University of Notre Dame)
- Refutatio cyclometriae Iosephi Scaligeri. Mainz, 1609
- Elementorum Libri XV. Cologne, 1627 (Publicado online pela Sächsischen Landesbibliothek - Staats- und Universitätsbibliothek Dresden)
- Clavius, Christoph (1992). Corrispondenza Edizione critica a cura di Ugo Baldini e Pier Daniele Napolitani. Pisa: Università di Pisa – Dipartimento di Matematica (Edição crítica de sua correspondência)

As obras matemáticas completas de Clavius (5 volumes, Mainz, 1611–1612) estão disponíveis online.